# Ankylopteryx magnimaculata
Ankylopteryx magnimaculata là một loài côn trùng trong họ Chrysopidae thuộc bộ Neuroptera. Loài này được C.-k. Yang miêu tả năm 1987.